# オハイ
- オハイ
- オーハイ

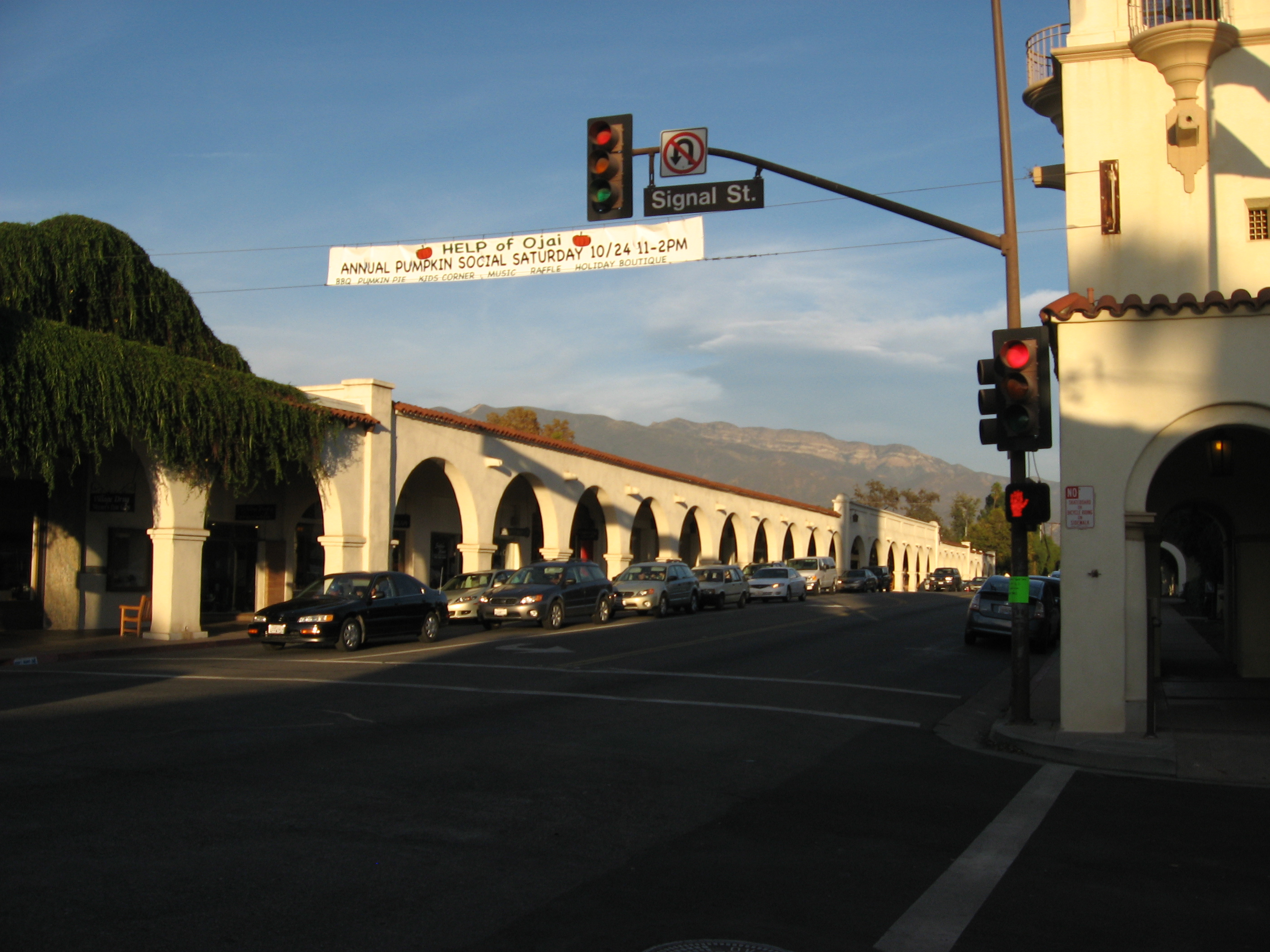
1917年にスペイン植民地時代のルネサンス様式で建てられたオーハイアーケード。右の郵便局タワー。

オハイ（Ojai, /ˈoʊhaɪ/ OH-hy）は、アメリカ合衆国カリフォルニア州のベンチュラ郡にある都市。人口は7,461人（2010年）。オハイ・バレーに位置し、ロサンゼルスの北西、サンタバーバラの東に位置する。長さ約16キロメートル、幅約5キロメートルの溪谷にある。
オハイは、ブティックホテル、レクリエーションの場、ハイキング、地元の有機農業のファーマーズマーケットなどで知られる観光地である。また地元のエコロジーに配慮したアートやデザイン、ホームセンターなどの中小企業も存在する。チェーン店は市の条例で禁止されており、地元の中小企業の発展を促し、この町のユニークさを維持している。
オハイという名前は、メキシコ時代のランチョ・オハイに由来している。

## 地理

ベンチュラ郡内の位置

オハイは、ベンチュラの北、サンタバーバラの東に位置する東西に伸びる小さな同名の谷にある。海抜は227メートルで、北はロス・パドレス国有林に接している。太平洋からは約15マイル（24キロ）内陸に位置している。オハイ・バレーは、北と南のトパ・トパ山脈の中にあり、地震断層が網の目のように張り巡らされている。北側にはサンタ・イネズ山脈、南側にはサルファー山とブラック・マウンテンの下部がある。オハイ・バレーの西側の山には、コヨーテ川、マティリジャ川、サンタ・アナ川が流れている。これらの川はベンチュラ川に流れ込む。ベンチュラ・リバー・バレーを流れるベンチュラ川は、ベンチュラの街で太平洋に注がれる。ベンチュラ川はかつてスチールヘッドの釣り場として知られていたが、マティリヤ・ダムとカシタス湖が建設され、このトラウト種の生息地がなくなってしまった。

## 文化

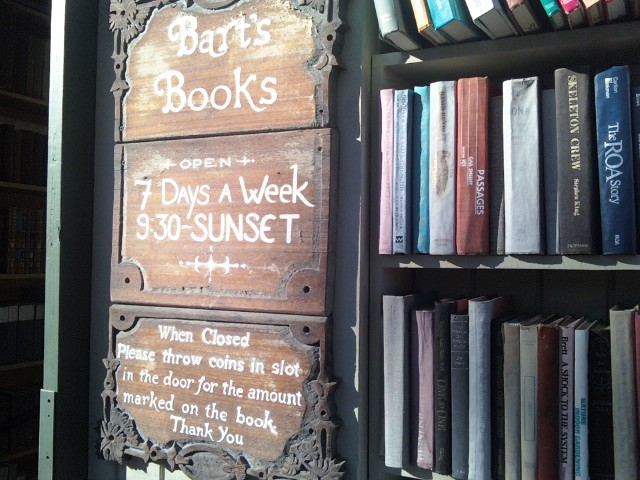
バートの書店、オーハイ

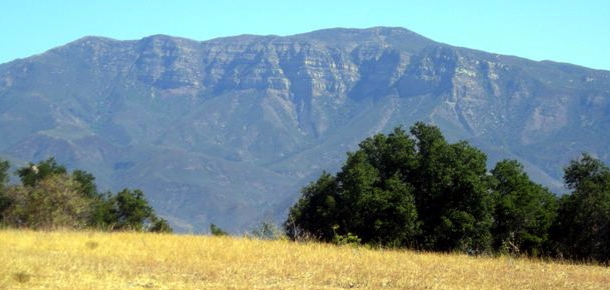
Meherマウント、スピリチュアルリトリートの場所

オハイ音楽祭（1947年創設）は、世界のトップレベルの音楽家や作曲家による演奏の祭典で、毎年、メモリアルデー後の最初の週末に開催される。
テレビドラマ『地上最強の美女バイオニック・ジェミー』と『600万ドルの男』の主人公（ジェミー・ソマーズとスティーブ・オースティン）は、オハイの生まれで、子供の頃の恋人同士という設定である。作中では、ハイウェイがオハイに入るところに建つ看板には「アメリカ人宇宙飛行士のスティーブ・オースティンの故郷、オハイにようこそ」と書かれている。オハイはテイラー・シェリダンの映画『ウインド・リバー』でも言及され、ジャック・ニコルソンとハーヴェイ・カイテルが出演する映画『黄昏のチャイナタウン』にはオハイ・バレー・イン&スパが登場する。エマ・ストーン主演の2010年公開の映画『小悪魔はなぜモテる?!』では、オハイがメインのロケ地となった。